# Södra Björke församling
Södra Björke församling var en församling i Skara stift och i Herrljunga kommun. Församlingen uppgick 2010 i Hudene församling.

## Administrativ historik
Församlingen har medeltida ursprung. Före den 1 januari 1886 (ändring enligt beslut den 17 april 1885) var namnet Björke församling.
Församlingen var till 2010 moderförsamling i pastoratet (Södra) Björke, Vesene, Grude, Jällby och Hudene. Församlingen uppgick 2010 i Hudene församling.

## Kyrkor
- Södra Björke kyrka

## Series pastorum

### Kyrkoherdar
| Ämbetstid    | Namn                            | Levnadstid | Övrigt |
| ------------ | ------------------------------- | ---------- | ------ |
| omkring 1347 | Holmunda                        |            |        |
| omkring 1394 | Gunnarus                        |            |        |
| 1544-1571-   | Andreas Petri                   |            |        |
| -1571-       | Olaus Laurentius                |            |        |
| –1582        | Ericus Theodori                 | –1610      |        |
| 1611–        | Johannes Jonae                  | –1650      |        |
| 1645–        | Haguinus Laurentii              |            |        |
| 1650–1678    | Siggo Petri (Persson) Fabricius |            |        |
| 1679         | Laurentius Petri Gåse           |            |        |
| 1680–1684    | Jonas Jähtman                   |            |        |
| 1686–1690    | Petrus Hedhenius                |            |        |
| 1691–1713    | And. Olof Siberg                |            |        |
| 1714–1739    | Jonas Elander                   |            |        |
| 1741–1748    | Sven Hernvall                   |            |        |
| 1750–1761    | Andreas Ben. Vidbom             |            |        |
| 1764–1793    | Herman Arn. Möller              |            |        |
| 1795–1802    | Anders Vidbom                   |            |        |
| 1804–1821    | Lars Kindstedt                  |            |        |
| 1823–1830    | Johan Tore Hellstadius          | –1834      |        |
| 1830–1845    | Karl Risbeck                    | –1866      |        |
| 1845–1853    | Johan Gabr. Bergström           | –1871      |        |
| 1853–1858    | Per Bjerkander                  | –1886      |        |
| 1859–1868    | Johan Jungner                   | –1883      |        |
| 1868–1878    | Sven Bened. Sahlmark            | –1893      |        |
| 1879–1898    | Jonas Karlander                 | –1906      |        |
| 1899–1920    | Klas Aug. Sjöblom               | –1922      |        |
| 1920–1945    | Per Joh. Alg. Dalborg           |            |        |
| 1954–1965    | Eskil Engvall                   |            |        |
| 1965–1971    | Per Olof Lindholm               |            |        |
| 1971–1982    | Evert Grindsiö                  | 1917–2006  |        |
| 1982–1985    | Carl Heinrich Axel Schmutzler   | –2008      |        |
| 1991–1997    | Eva Östlund                     |            |        |
| 1997–2013    | Hans Lobrant                    |            |        |

### Komministrar
| Verksam   | Namn                       | Levnadstid | Övrigt |
| --------- | -------------------------- | ---------- | ------ |
| 1643–1679 | Laur. Petri Gåse           |            |        |
| 1679–1696 | Kenicius Andr. Hygridius   | –1696      |        |
| 1697–1715 | Laur. Laurell              | –1741      |        |
| 1715–1735 | Erik Hagv. Lundström       | –1735      |        |
| 1736–1740 | Johan Lithnaeus            | –1740      |        |
| 1742–1750 | Sven Sidhenius             | –1750      |        |
| 1750–1756 | Bengt Hernvall             | –1756      |        |
| 1758–1762 | Joh. Joh. Lindahl          | –1762      |        |
| 1764–1795 | Anders Vidbom              |            |        |
| 1795–1796 | Laur Fredr. Ahlquist       | –1796      |        |
| 1796–1798 | Nils Ottergren             | –1798      |        |
| 1798–1815 | Peter Bergman              | –1825      |        |
| 1816–1830 | Carl Risbeck               | –1866      |        |
| 1830–1839 | Johan Gabr. Bergström      | –1871      |        |
| 1840–1847 | Gustaf Thorsander          | –1885      |        |
| 1847–1848 | Lars Gislén                | –1890      |        |
| 1848–1854 | And. Gust. Hallgren        | –1889      |        |
| 1854–1857 | Anders Kjellén             | –1889      |        |
| 1857–1860 | Thure Aug. Theorell        | –1889      |        |
| 1860–1864 | Fredrik Landahl            | –1898      |        |
| 1864–1875 | Gustaf Fredr. Lindov       | –1875      |        |
| 1878–1888 | Joh. Gust. Rudolf Lundblad | –1933      |        |
| 1888–1898 | Ernst Rich. Wennerblad     | –1927      |        |
| 1898–1911 | Lars Johan Östlund         |            |        |
| 1911–1918 | Richard Sev. Österdahl     | –1925      |        |
| 1919–1922 | John Olof Karlegård        | –1931      |        |
| 1923–1939 | Herbert Nat. Karlsson      |            |        |
| 1939–1943 | Hugo Hilding Jonson        |            |        |
| 1943–1951 | Thorsten Einar Nunstedt    |            |        |
| 1951–1959 | Konrad Bjurek              |            |        |
| 1959–1967 | Samuel Svensson            |            |        |
| 1967–1974 | Göran Blomquist            |            |        |
| 1991–1995 | Stig Östlund               |            |        |

### Compastorer i Jällby och Vesene
| Verksam   | Namn                   | Levnadstid | Övrigt |
| --------- | ---------------------- | ---------- | ------ |
| 1606–1657 | Israel Erici           | –1657      |        |
| 1658–1679 | Sveno Andr. Rolla      | –1679      |        |
| 1680–1707 | Laur. Petri Salman     | –1707      |        |
| 1708–1719 | Brynolf Lungius        | –1719      |        |
| 1719–1731 | Petrus Magni Ljungberg | –1731      |        |
| 1732–1765 | Andr. Petri Beckmark   | –1765      |        |